# Jay Shi
Jay Shi (Pechino, 23 febbraio 1979) è un tiratore a segno statunitense, che ha rappresentato gli Stati Uniti ai Giochi olimpici di Rio de Janeiro 2016.